# Emmi Hagen
Emmi Auguste Katharina Hagen (* 12. August 1918 in Gräfrath, heute Solingen; † 22. August 1968 in Bonn) war eine deutsche Medizinerin. Sie habilitierte sich 1949 als erste Frau an der Medizinischen Fakultät der Universität Bonn und war die erste Frau in Deutschland, die in ihrem Fach ein Ordinariat innehatte. Nach der Slawistin Margarete Woltner war sie die zweite ordentliche Professorin an der Bonner Universität.

## Biographie
Emmi Hagen war die einzige Tochter von Anna Hagen, geborene Nettlenbusch, aus Barmen und deren Ehemann Friedrich Hagen aus Orsoy im Kreis Moers. Der Vater war 1902 nach Gräfrath gekommen, um dort als Lehrer zu arbeiten. Tochter Emmi besuchte in Solingen das Lyzeum August-Dicke-Schule. Als sie sich zunächst weigerte, dem BDM beizutreten, wurde sie in der Schule schikaniert und ihr Vater zwangsversetzt. Sie beugte sich dem Druck, trat allerdings 1937 wieder aus, wurde aber Mitglied im Nationalsozialistischen Deutschen Studentenbund (NSDStB) sowie der Nationalsozialistischen Volkswohlfahrt (NSV), was wohl Voraussetzung dafür war, ein Studium aufnehmen zu können. Sie verfügte über eine „bemerkenswerte zeichnerische Begabung“, „ästhetisches Empfinden“, Einfallsreichtum sowie praktische Fähigkeiten und wollte Architektin werden. Der Vater – damals Rektor der Volksschule Gräfrath – stellte sie jedoch vor die Wahl, Lehrerin oder Ärztin zu werden. Emmi Hagen entschied sich für ein Medizinstudium.
Im Februar 1937 absolvierte Emmi Hagen ihr Abitur und nahm im Oktober darauf ihr Studium in Bonn auf. Nach ihrem ersten Präparierkurs wollte sie zunächst das Studium, das sie nur aufgrund „patriarchalischer Lenkung“ begonnen hatte, aufgeben, weil sie sich dabei geschnitten hatte. In den ersten Jahren ihres Studiums pendelte Hagen zwischen Solingen und Bonn, 1941 zog sie ganz nach Bonn. Im Dezember 1942 bestand sie ihr Examen und promovierte gleichzeitig zum Thema Über anatomische pathologische Befunde an operativ entfernten sympathischen Halsganglien bei Bronchialasthma. Im Jahr darauf wurde sie wissenschaftliche Assistentin am Bonner Anatomischen Institut bei Philipp Stöhr, nachdem das Innenministerium ihre Anstellung zunächst abgelehnt hatte. Sie selbst gab später an, dass es Widerstände gegen ihre Anstellung gegeben habe, weil sie kein Mitglied der NSDAP gewesen sei. Ein weiterer Grund könnte gewesen sein, dass die Behörden während des Krieges versuchten, Mediziner aus den Hochschulen abzuziehen, um sie anderswo einzusetzen. Weil aber Stöhr, der ihre hervorragenden Zeichnungen schätzte und ihr die Illustration wissenschaftlicher Veröffentlichungen anvertraut hatte, auf Hagen als Assistentin bestand, musste schließlich eine andere Ärztin die Uni Bonn verlassen.
Nach Kriegsende wurde die Bonner Universität vorübergehend geschlossen, und Emmi Hagen arbeitete für einige Monate in den Solinger Krankenanstalten sowie in einer privaten Praxis. Anschließend nahm sie ihre Tätigkeit in Bonn wieder auf und habilitierte sich 1949 zum Thema Neurohistologische Untersuchungen an der menschlichen Hypophyse. Als Rockefeller-Stipendiatin hielt sie sich für Studien in Cambridge, Birmingham, Basel, Kopenhagen und Lund auf. 1953 begründete sie in Bonn die Abteilung für Experimentelle Biologie am Anatomischen Institut und wurde dessen Leiterin. Im selben Jahr bezog sie mit ihren Eltern ein neues Haus in Bad Godesberg.
1955 wurde Emmi Hagen zur außerplanmäßigen Professorin ernannt, aufgrund von drei internen und fünf auswärtigen Gutachten. Ihr Bonner Kollege Herwig Hamperl schrieb: „Alle ihre Arbeiten imponieren von der ersten bis zur letzten Zeile durch Sauberkeit und Gewissenhaftigkeit.“ 1957 wurde sie zum wissenschaftlichen Rat, 1960 zur außerordentlichen Professorin ernannt und 1967 auf ein Ordinariat am Anatomischen Institut Bonn berufen. Gleichzeitig wurde sie eine von zwei Direktoren des Instituts: „Sie war die einzige Frau Europas in so außergewöhnlicher Stellung, eine Wissenschaftlerin von hohem Rang.“ In seinem Nachruf auf Hagen betonte ihr Kollege Wolfgang Bargmann, dass „diese dürren Daten über den beruflichen Werdegang“ den Lebensläufen auch männlicher Kollegen entsprechen würden: „Dabei darf nicht übersehen werden, daß sich einer Frau vielfach größere Hindernisse in den Weg stellen als einem Manne, der sich der Wissenschaft verschrieben hat.“ Er unterteilte das wissenschaftliche Schaffen von Emmi Hagen in drei Abschnitte: Sie habe sich von 1941 bis 1948 ausschließlich mit der Orthologie und Pathologie des Grenzstranges des Sympathicus befasst, von 1949 bis 1962 mit dem Zwischenhirnhypophysensystem und ab dann Studien über die Innervation der Haut durchgeführt, „offenbar eine Frucht des Aufenthaltes in Oxford“.
Hagen habe ihre Ziele mit „jenen Mitteln einer Menschenführung“ verfolgt, die „ihre Antriebe nicht nur aus dem Intellekt, sondern vor allem aus dem Herzen“ erhalten hätten, weshalb ihr von den Studierenden nicht nur Achtung, sondern auch Liebe entgegengebracht worden sei, schrieb Bargmann in seinem Nachruf. Neben ihren wissenschaftlichen Tätigkeiten war Hagen in der Alexander-von-Humboldt-Stiftung und im Studentenwerk engagiert; sie organisierte Tagungen und übernahm redaktionelle Verpflichtungen. Darüber hinaus betreute sie ihre kranke Mutter. Ab 1966 war Emmi Hagen Präsidentin der traditionsreichen Niederrheinischen Gesellschaft für Natur- und Heilkunde.
Emmi Hagen starb 1968 wenige Tage nach ihrem 50. Geburtstag nach kurzer Krankheit an Krebs.
In seinem Nachruf schrieb Alexander Graham McDonnell (AGM) Weddell, Anatomieprofessor an der University of Oxford, dass Hagens mutige Forschungsansätze in der experimentellen Biologie „schmerzlich“ vermisst werden würden, und er hob neben ihrer fachlichen Qualifikation ihren Sinn für Humor hervor. „Many saw in her the spirit of all that is best in the German approach to science together with a sense of humour which so few dedicated persons possess.“ („Viele sahen in ihr den Geist all dessen, was das Beste an der deutschen Herangehensweise in der Wissenschaft ist, gepaart mit einem Sinn für Humor, wie er unter engagierten Menschen selten ist.“)

## Publikationen (Auswahl)
- Neurohistologische Untersuchungen an der menschlichen Hypophyse. In: Zeitschrift für Anatomie und Entwicklungsgeschichte. Nr. 114, 1949, S. 640–679.
- Mikroskopische Beobachtungen über die Innervation der Gefäße in der Substanz des Zwischenhirns und der Pia Mater. In: Zeitschrift für Anatomie und Entwicklungsgeschichte. Nr. 118, 1954, S. 223–236.
- Morphologische Beobachtungen im Hypothalamus des Menschen bei Diabetes Mellitus. In: Zeitschrift für Nervenheilkunde. Nr. 177, 1957, S. 73–91.
- Über die Nervenversorgung der Haut. In: Studium Generale. Zeitschrift für die Einheit der Wissenschaften im Zusammenhang ihrer Begriffsbildungen    und Forschungsmethoden. Nr. 17. Berlin 1964, S. 513–526.
- mit Werner Wittkowski: Licht- und elektronenmikroskopische Untersuchungen zur Innervation der Piagefäße. In: Zellforschung. Nr. 95, 1969, S. 429–444.

Werner Bargmann listet in seinem Nachruf auf Emmi Hagen insgesamt 42 Veröffentlichungen auf, Gerhard Wolf-Heidegger wiederum 66 Veröffentlichungen.